# LoRa
LoRa（Long Range）是Semtech開發的LPWAN協定，是依chirp展頻（CSS）技術衍生的展頻調變技術為基礎。是由法國格勒诺布尔的Cycleo公司所發展，後來被LoRa Alliance的創立成員Semtech所收購。

## 特徵
LoRa用不需申請許可的次GHz射頻頻段，例如433 MHz、868 MHz（歐洲）、915 MHz（澳大利亚及北美洲）及923 MHz（亞洲）。LoRa可以在低能耗下進行長距離的通訊（在鄉村可以傳輸超過10公里）。此技術包括了物理层，而像其他的技術及協定（例如LoRaWAN）包括了上層的協定。其資料率可以從27 Kbps到0.3 Kbps，依擴散因子而定。
2018年1月發佈了新的LoRa晶片組，相較於舊的產品，其功耗降低，傳輸功率提高，體積也比較小。
LoRa設備有geolocation能力，用在設備的位置三邊量測，利用網關的時間戳記進行。
LoRa和LoRaWAN讓許多產業的物联网設備有長程的連線能力。
LoRaWAN的增程器（Range extender）稱為LoRaX。

## LoRa物理層
LoRa使用專用的展頻調變技術，類似chirp展頻的擴展。展頻LoRa調變的做法是將酬載的每一個位元用多個chirp資訊來表示。展頻資料送出的速率是符號率，正常符號率和chirp之間的比例是擴散因子（spreading factor、SF）表示每一位元資料對應的符號數。LoRa可以在固定的頻寛下，在靈敏度和資料率之間取捨, 選擇擴散因子（在7到12之間）。高SF表示每秒送出的chirp越多，因此每秒編碼的資料也較多。低SF表示每秒送出的chirp越少，因此每秒編碼的資料也較少。傳送相同長度的資料，高SF花的傳輸時間（稱為通話時間）會比較長。通話時間越長，表示modem運作時間越長，也越耗能。高SF的好處是通話時間長，讓接收者比較有機會取樣到信號的功率，靈敏度會比較好
此外，LoRa用前向纠错码來提昇抗干擾能力。LoRa的寬範圍可以用高無線網路链路预算來表示，約155 dB至170 dB。

## LoRaWAN
LoRa定義了通訊棧中較低的物理層，沒有定義上層的網路協定。有許多協定可以定義LoRa上層的網路協定，LoRaWAN（long range wide-area network）就是其中之一。LoRaWAN是以雲為基礎的介质访问控制（MAC）層協定，但其作用類似網路層，管理LPWAN网关和終端節點之間的通訊，類似路由協定，由LoRa聯盟維護。
LoRaWAN定義通訊協定以及網路的系統架構，由LoRa物理層進行長距離的通訊。LoRaWAN也負責管理所有節點的通訊頻率、码率单位及功率。網路中的設備是非同步的傳輸，在有資料可送出時就會送出。終端節點送出的信號會由多個网关接收，會將資料封包往前轉輸到中心化的網路伺服器。網路伺服器會過濾重覆的封包，進行安全檢查，並且管理網路，之後會將資料送到應用伺服器。此一技術在中等負載下有高可靠度，不過有些和發送「收到」（acknowledgements）訊號有關的性能問題。

### 各版本歷史
- 2015年1月：1.0版[14][15]。
- 2016年2月：1.0.1版[16]。
- 2016年7月：1.0.2版[17]。
- 2017年10月：1.1版，加入Class B[18]。
- 2018年7月：1.0.3版[19]。

### LoRa聯盟
LoRa聯盟（LoRa Alliance （页面存档备份，存于））是符合501(c)(6)的組織，在2015年建立，目的是為了支援LoRaWAN協定，也確保所有LoRaWAN產品以及技術的互操作性。LoRa聯盟是開放、非營利的組織，其成員已超過500個，其中有包括IBM、Everynet、Actility、Microchip、Orange公司、思科系统、荷蘭皇家電信、瑞士电信、Semtech等。2018年時，LoRa聯盟已有超過100個LoRaWAN網路，分佈在超過100個國家。

## 延伸閱讀
- Lee, Chang-Jae, Ki-Seon Ryu, and Beum-Joon Kim. "Periodic ranging in a wireless access system for mobile station in sleep mode." U.S. Patent No. 7,194,288. 20 March 2007.
- Ghoslya, Sakshama. . All About LoRa and LoRaWAN. 2019-04-17. （原始内容存档于2020-12-22）.
- Quigley, Thomas J., and Ted Rabenko. "Latency reduction in a communications system." U.S. Patent No. 7,930,000. 19 April 2011.
- Bankov, D.; Khorov, E.; Lyakhov, A. "On the Limits of LoRaWAN Channel Access"（页面存档备份，存于）. 2016 International Conference on Engineering and Telecommunication (EnT): 10–14.
- Seneviratne, Pradeeka. "Beginning LoRa Radio Networks with Arduino - Build Long Range, Low Power Wireless IoT Networks."（页面存档备份，存于） Apress, 2019, eBook ISBN 978-1-4842-4357-2, Softcover ISBN 978-1-4842-4356-5, Ed: 1

## 外部連結
- LoRa Alliance（页面存档备份，存于）
- LoRaWAN（页面存档备份，存于） as wide-area, low-power, private IoT network
- RAKwireless（页面存档备份，存于） pioneer in LPWA connectivity solutions for IoT infrastructures and Edge Devices.